# Sous le vent (parfum)
Pour les articles homonymes, voir Sous le vent.
Sous le vent est un parfum de la maison Guerlain.

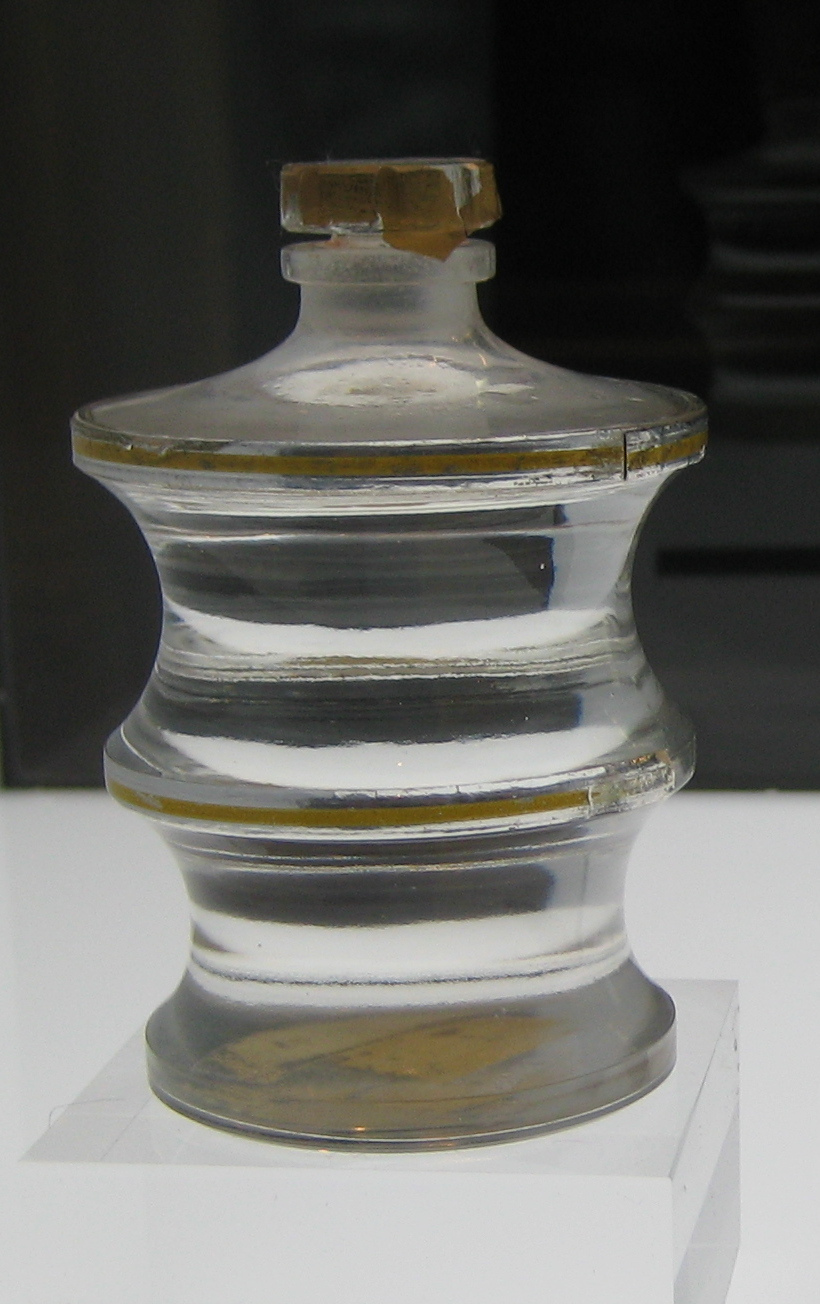
Sous le vent de Guerlain.

Il a été composé par Jacques Guerlain et offert à Joséphine Baker en lui avouant qu'il avait toujours rêvé de ces « îles plus vertes que le songe ».

## Composition
Dans sa composition entrent le jasmin, l'iris,  l'œillet et des bois précieux.